# Cer (Srbija)
Cer je planina v Srbiji, oddaljena 30 kilometrov od Šabca in 100 kilometrov zahodno od Beograda. Najvišji vrh planine je visok 687 m.

## Zgodovina
Planina je postala znana med 1. svetovno vojno, ker je tam avgusta 1914 potekala bitka za Cer, v kateri je Srbija premagala Avstro-Ogrsko vojsko.